# Rama III.

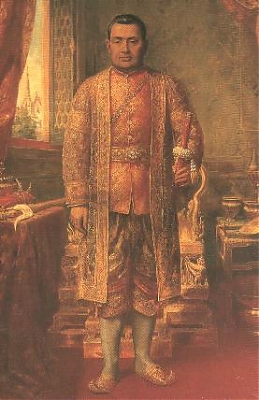
Porträt Ramas III. im Großen Palast

Rama III., eigentlich Maha Chetsadabodin, in Thailand später als Phra Nang Klao bekannt (Thai: พระบาทสมเด็จพระปรมินทร มหาเจษฎาบดินทร์ฯ พระนั่งเกล้าเจ้าอยู่หัว, Aussprache – [pʰráʔ bàːt sŏmdèt máʔhǎː t͡ɕètsàʔdaːbɔːdin pʰráːnâŋklâw t͡ɕâwjùːhǔa]) (* 31. März 1788; † 2. April 1851 in Bangkok) war von 1824 bis 1851 König von Siam (heute Thailand).

## Leben und Wirken
Der Geburtsname Ramas III. war Thap. Er war der älteste das Kindesalter überlebende Sohn König Ramas II. (zwei ältere Geschwister starben früh). Seine Mutter Sri Sulalai (eigentlich Riam), eine Tochter des Gouverneurs von Nonthaburi, die mütterlicherseits von Sultan Sulaiman von Singora abstammte, war eine Nebenfrau des Vaters. Daher trug er nicht den Titel eines Chao Fa, also eines Prinzen ersten Grades. Rama II. verlieh Thap 1813 den Namen Prinz Chetsadabodin. Er nannte ihn einen Chao Sua („Handelsherr“), da er bereits als Prinz eine glückliche Hand bei Geschäften mit dem Ausland beweisen konnte. Ein überlieferter Trick: er sorgte für den Export wertvoller Waren und für die Einfuhr von Waren mit hohem Gewicht, was dazu führte, dass stets Schiffe mit ausreichend hoher Tonnage in Bangkok vor Anker lagen. So durfte er schon als Prinz den Hafen von Bangkok leiten und erhielt die Aufsicht über das Phrakhlang-Ministerium, das Schatzministerium, das auch für auswärtige Beziehungen und Handel zuständig war. Er arbeitete eng mit Dit Bunnag zusammen, der der leitende Beamte im Phrakhlang-Ministerium und Oberhaupt der mächtigen Familie Bunnag war.

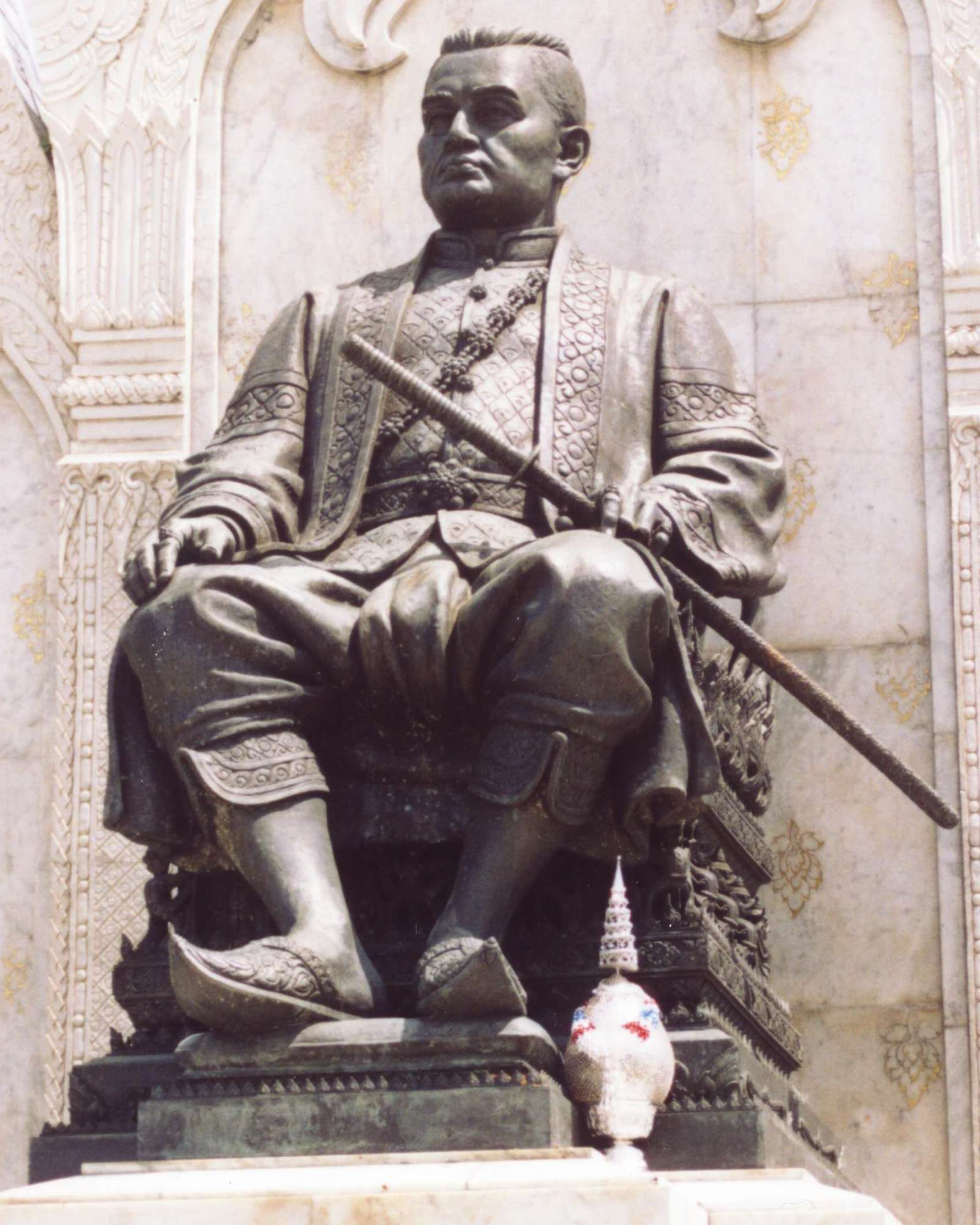
Statue von Rama III. vor Wat Ratchanatdaram in Bangkok

Nach dem Tod seines Vaters ernannte ein Großer Rat der Prinzen, Minister, hochrangigen Mönche und Adligen Chetsadabodin auf Vorschlag seines Onkels Sakdiphonlasep zum König. Er war viel reifer, in Staatsangelegenheiten erfahrener und besser mit politisch einflussreichen Kreisen vernetzt als sein 16 Jahre jüngerer Halbbruder Mongkut, auch wenn dieser als Sohn Ramas II. und der Königin Sri Suriyendra den höchsten Prinzentitel hatte (und daher von westlichen Beobachtern für den eigentlichen Thronfolger gehalten wurde). Dieser ging ins Kloster. Wahrscheinlich ist, dass der alte König noch vor seinem Tod Chetsadabodin zu seinem Nachfolger bestimmt und die Mönchsweihe Mongkuts in die Wege geleitet hatte, um Intrigen oder gar einen Bürgerkrieg um die Thronfolge zu verhindern, aus dem Chetsadabodin mit seinen mächtigen Unterstützern ohnehin als Sieger hervorgegangen wäre. Anders als in zeitgenössischen westlichen Quellen dargestellt, war Chetsadabodin aus siamesischer Sicht kein Usurpator. Es gab keine Thronfolgeregelung, die einen Sohn der Königin vor Söhnen der königlichen Nebenfrauen (die in Siam nicht als illegitim galten) bevorzugt hätte. Der Große Rat konnte aus allen Söhnen des verstorbenen Königs den geeignetsten auswählen.
Um die Wirtschaft weiter anzukurbeln, ließ er Wasserstraßen (auch die Khlongs in Bangkok) ausheben, welche die großen Flüsse des Landes miteinander verbinden sollten. Noch heute sind die großen Wasserstraßen in Betrieb.
Konflikte gab es mit dem laotischen Königreich Vientiane, dessen König Anuvong gegen die siamesische Oberherrschaft rebellierte und auch in den Isan einfiel. Er wurde 1828 von General Bodindecha nach Bangkok gebracht. Dort wurde Anuvong auf Befehl des Königs öffentlich ausgestellt und schließlich zu Tode gemartert. 1838 bis 1839 standen die Malaien in Kedah gegen Siam auf und wurden mühsam niedergeworfen. Zwischen 1841 und 1845 führte Siam den Siamesisch-Vietnamesischen Krieg um Kambodscha. Dabei konnte sich General Bodindecha erneut auszeichnen. Nach dem Friedensschluss wurde der Siam wohlgesinnte König Ang Duong auf den Thron Kambodschas gesetzt.
Die Außenpolitik König Ramas III. war jedoch von großer Vorsicht gegenüber den Europäern gekennzeichnet, schließlich begannen die ersten Kolonisierungsversuche in Südostasien. Er wollte von ihnen lernen, was nützlich war, ohne aber ihren Lebensstil zu übernehmen.
Seinem jüngeren Halbbruder und Nachfolger Mongkut (Rama IV.), den er selbst nach dessen Fähigkeiten ausgesucht hatte, hinterließ er ein wirtschaftlich gesundes Land, das eine neue Blütezeit der Kultur erlebte und die erfolgreiche Schaukelpolitik den Europäern gegenüber weiterführte.